# هيرستو زلاتينسكي
هيرستو زلاتينسكي (بالبلغارية: Христо Златински)‏ (22 يناير 1985 بغوتسه دلتشو في بلغاريا - ) هو لاعب كرة قدم بلغاري في مركز الوسط. شارك مع منتخب بلغاريا تحت 21 سنة لكرة القدم ومنتخب بلغاريا لكرة القدم. أما مع النوادي، فقد لعب مع نادي ستيوا بوخارست ونادي لودوغورتس رازغراد ونادي لوكوموتيف بلوفديف ونادي لوكوموتيف صوفيا ونادي يونيفيرسيتاتيا كرايوفا وبيرين بلاغويفغراد.

## روابط خارجية
- هيرستو زلاتينسكي على موقع قاعدة بيانات كرة القدم.إي يو (الإنجليزية)
- هيرستو زلاتينسكي على موقع ناشيونال فوتبول تيمز (الإنجليزية)
- هيرستو زلاتينسكي على موقع Soccerway.com (الإنجليزية)
- هيرستو زلاتينسكي على موقع عالم كرة القدم.نت (الإنجليزية)
- هيرستو زلاتينسكي على موقع AS.com (الإسبانية)